# Daviesia
Daviesia és un gènere de plantes amb flor dins la família de les fabàcies. Conté entre 93 i 130 espècies. Són plantes natives d'Austràlia. El gènere rep el nom del botànic Hugh Davies.

## Algunes espècies
| - Daviesia abnormis F. Muell. - Daviesia acicularis Sm. - Daviesia alata Sm. - Daviesia alternifolia Endl. - Daviesia anceps Turcz. - Daviesia angulata Benth. - Daviesia arborea W. Hill - Daviesia arenaria Crisp - Daviesia arthropoda F. Muell. - Daviesia asperula Crisp - Daviesia benthamii Meissner - Daviesia brevifolia Lindl. - Daviesia buxifolia Benth. - Daviesia cardiophylla F. Muell. - Daviesia cordata Sm. - Daviesia corymbosa Sm. - Daviesia costata Cheel - Daviesia crenulata Turcz. - Daviesia croniniana F. Muell. - Daviesia daphnoides Meissner - Daviesia debilior Crisp - Daviesia decurrens Meissner - Daviesia dielsii E. Pritz. - Daviesia discolor Pedley - Daviesia divaricata Benth. - Daviesia elongata Benth. - Daviesia epiphyllum Meissner - Daviesia eremaea Crisp - Daviesia euphorbioides Benth. - Daviesia filipes Benth. - Daviesia flava Pedley - Daviesia flexuosa Benth. - Daviesia genistifolia Benth. - Daviesia gracilis Crisp - Daviesia grahamii Ewart & Jean White - Daviesia hakeoides Meissner - Daviesia horrida Meissner - Daviesia incrassata Sm. - Daviesia inflata Crisp | - Daviesia lancifolia Turcz. - Daviesia latifolia R. Br. - Daviesia leptophylla Don - Daviesia longifolia Benth. - Daviesia mesophylla Ewart - Daviesia microphylla Benth. - Daviesia mimosoides R. Br. - Daviesia mollis Turcz. - Daviesia nematophylla Benth. - Daviesia nudiflora Meissner - Daviesia obovata Turcz. - Daviesia obtusifolia F. Muell. - Daviesia oppositifolia Endl. - Daviesia ovata Benth. - Daviesia pachylima Turcz. - Daviesia pachyphylla F. Muell. - Daviesia pectinata Lindl. - Daviesia pedunculata Benth. - Daviesia physodes G. Don - Daviesia podophylla Crisp - Daviesia polyphylla Benth. - Daviesia preissii Meissner - Daviesia pubigera Benth. - Daviesia purpurascens Crisp - Daviesia quadrilatera Benth. - Daviesia reclinata Benth. - Daviesia rhombifolia Meissner - Daviesia spinosissima Meissner - Daviesia spiralis Crisp - Daviesia squarrosa Sm. - Daviesia striata Turcz. - Daviesia stricta Crisp - Daviesia teretifolia Benth. - Daviesia triflora Crisp - Daviesia trigonophylla Meissner - Daviesia ulicifolia C.R.P. Andrews - Daviesia umbellulata Sm. - Daviesia uniflora D.A. Herb. - Daviesia wyattiana Bailey |